# Les Frères Del Hierro
Pour plus de détails, voir Fiche technique et Distribution.
Les Frères Del Hierro (Los hermanos Del Hierro) est un western mexicain réalisé Ismael Rodríguez, sorti en 1961. Le film est devenu un classique du cinéma mexicain.
En juillet 1994, le film est sélectionné en 15e position dans la liste établie par la revue Somos des 100 meilleurs films mexicains de tous les temps.

## Synopsis
Dans le Nord mexicain du début du XXe siècle, Reynaldo Del Hierro est abattu par Pascual Velasco alors qu'il chevauche avec ses fils Reynaldo et Martín. La veuve inculque à ces derniers la nécessité d'une vengeance. Les années passent. Devenu un homme, Martín Del Hierro assassine Pascual Velasco. Cet acte de pure vengeance enclenche une série de meurtres qui déferlent autour des frères Del Hierro.

## Fiche technique
- Titre français : Les Frères Del Hierro
- Titre original : Los hermanos Del Hierro
- Réalisation : Ismael Rodríguez
- Scénario : Ricardo Garibay et Ismael Rodríguez
- Photographie : Rosalío Solano
- Montage : Rafael Ceballos
- Musique : Raúl Lavista
- Décors : Jorge Fernández
- Producteur : Gregorio Walerstein
- Société de production : Cinematográfica Filmex S.A.
- Société de distribution : Azteca Films Inc.
- Pays d'origine :  Mexique
- Langue : espagnol
- Format : noir et blanc - 35 mm
- Genre : Western
- Durée : 95 minutes
- Dates de sortie :
  -  Mexique : 5 octobre 1961
  -  États-Unis : 1963

## Distribution
- Antonio Aguilar :	Reynaldo Del Hierro
- Julio Alemán : Martín Del Hierro
- Columba Domínguez : La veuve Del Hierro
- Emilio Fernández : Pascual Velasco
- Patricia Conde : Jacinta Cárdenas
- David Reynoso (en) : Manuel Cárdenas
- Luis Aragón : Chinto
- Dolores Camarillo : Femme de chambre des Cárdenas
- Pancho Córdova :	Homme de main
- Pascual García Peña : Cocher de Manuel
- Eleazar García : Promise de Martín
- Sadi Dupeyrón : Reynaldo, enfant
- Alfredo Morán : Martín, enfant
- Eduardo Noriega : Reynaldo Del Hierro, père
- Ignacio López Tarso : Pistolero
- David Silva : Pelón
- Víctor Manuel Mendoza : Fidencio Cruz
- José Elías Moreno : Don Refugio
- Amanda del Llano : Amante de Martín
- Tito Novaro : Individu qui se bagarre avec Del Hierro au bal
- José Dupeyrón
- Noé Murayama : Capitaine
- Pedro Armendáriz : Général
- Arturo de Córdova : Narrateur

## Récompenses et distinctions
- Le réalisateur Ismael Rodríguez est nommé pour le Golden Globe du meilleur réalisateur à la 20e cérémonie des Golden Globes en 1963.